# Oberbobritzsch
Oberbobritzsch ist ein Ortsteil der Gemeinde Bobritzsch-Hilbersdorf im Landkreis Mittelsachsen. Die Gemeinde Oberbobritzsch wurde am 1. März 1994 ein Ortsteil der Gemeinde Bobritzsch, die am 1. Januar 2012 mit Hilbersdorf zur Gemeinde Bobritzsch-Hilbersdorf fusionierte.

## Lage und Verkehr
Das sich zu beiden Seiten der Bobritzsch über einer Länge von etwa 5,5 km hinziehende Dorf grenzt nördlich unmittelbar an Niederbobritzsch, westlich an Weißenborn/Erzgeb., südlich an Burkersdorf und schließt östlich mit der Gemarkung nach Pretzschendorf den Landkreis ab.
Der etwa 11 km von der Kreisstadt Freiberg entfernte Ort ist an das Netz des öffentlichen Personennahverkehrs angeschlossen. Darüber hinaus befindet sich im nahtlos übergehenden Ortsteil Niederbobritzsch ein Bahnhof an der Bahnstrecke Dresden–Chemnitz–Werdau.

## Geschichte

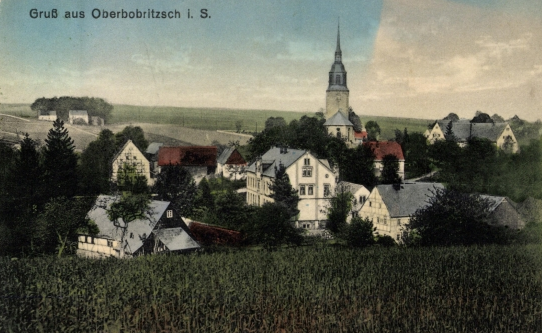
Oberbobritzsch um 1900

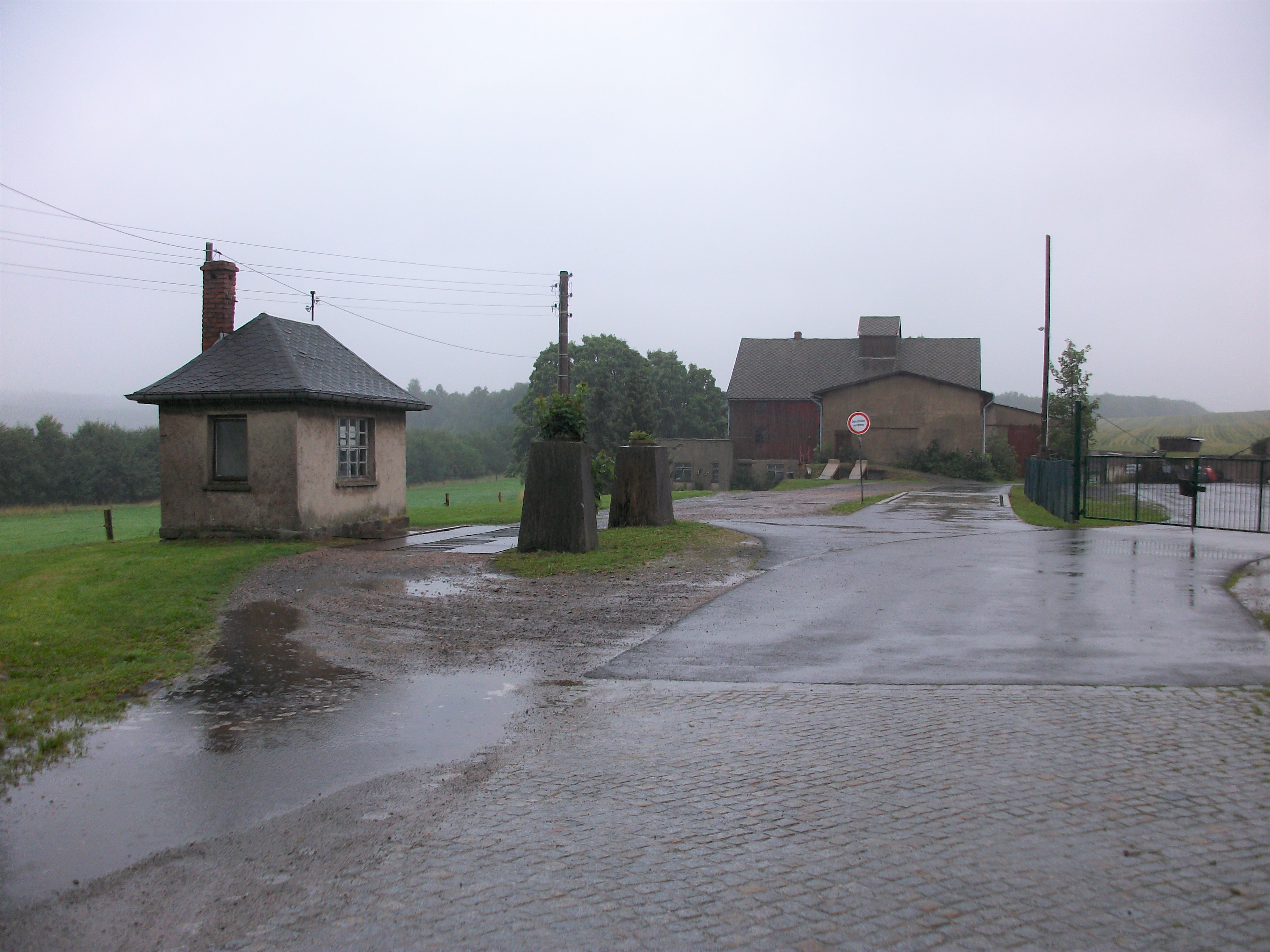
Ehemalige Haltestelle Oberbobritzsch der Bahnstrecke Klingenberg-Colmnitz–Frauenstein (2017)

Der Ort wurde im Zuge der Deutschen Ostsiedlung als Waldhufendorf gegründet und 1280 in einer Rechtshandlung erstmals erwähnt. Berthold von Stenzenberg übertrug dem Hospital zu Freiberg das Lehen über ein Vorwerk in Bobirtsch. Weitere historische Ortsnamenformen sind 1293 Boberiz, 1361 Superior Bobritz, 1364 Obirsten Babirsch, 1445 Große Bobriczsch, 1555 Ober Boweritzsch und bedeutet oberer Ort am Biberbach. Das seit Ende des 13. Jahrhunderts dem Hospital St. Johannis zu Freiberg zugehörige Dorf ging 1539 in den Besitz des Freiberger Rates über. Das erklärt die früheren Bezeichnungen des Dorfes erst als Freiberger Hospitaldorf und später als Freiberger Ratsdorf. Landesherrliche Verwaltungsbezirke waren 1445 die Pflege Freiberg, um 1696 bis 1856 das kursächsische bzw. königlich-sächsische Kreisamt Freiberg, danach ab 1856 das Gerichtsamt Freiberg und nach Trennung von Justiz und Verwaltung 1875 die Amtshauptmannschaft Freiberg.
Wichtigste Erwerbsquelle war die Landwirtschaft. Vor allem im 19. Jahrhundert gelangte der Flachsanbau zu einiger Blüte.
Der Bergbau, der ab 1511 im Ort nachweisbar ist, spielte wirtschaftlich keine Rolle. In der Grube „Morgensonne“ nahe der Kirche wurde auf Silbererz und silberhaltiges Kupfererz gegraben. Der Weiße-Rose-Erbstolln am Mühlberg war bis 1924 belehnt, brachte aber auch keinen nennenswerten Ertrag. Mitte des 17. Jahrhunderts wurde unterhalb der Kirche ein Kunstgraben gefasst, der zur Versorgung der Grube St. Lorenz Gegentrum in Conradsdorf mit Aufschlagwasser diente.
Die Zahl der seit langem hier ansässigen Handwerker war beachtlich. So wurden 1586 von 60 Maurern vier Meister genannt, welche bereits 1575 eine eigene Innung bildeten. Vom Bobritzschwasser wurden hier einst fünf Mühlen getrieben. Noch heute ist die ehemalige Nieder- oder Neumühle in Betrieb und stellt hochwertige kaltgepreßte Öle her.
Charakteristisch für den Ort sind einige Bruchsteinbrücken aus dem 18. Jahrhundert. In der Quellmulde des Sohrbaches befinden sich Reste einer kleinen mittelalterlichen Wehranlage. Die Anlage ist an einem hangwärts eingeschnittenen Graben und dem erhöhten Kernwerk noch zu erkennen.
Die 1889 bis 1972 betriebene Schmalspurbahn Klingenberg-Colmnitz–Frauenstein hatte einen Haltepunkt in Oberbobritzsch und ist von hier bis Frauenstein als Rad- und Wanderweg ausgebaut.
Durch die zweite Kreisreform in der DDR kam die Gemeinde Oberbobritzsch im Jahr 1952 zum Kreis Freiberg im Bezirk Chemnitz (1953 in Bezirk Karl-Marx-Stadt umbenannt), der ab 1990 als sächsischer Landkreis Freiberg fortgeführt wurde und 2008 im Landkreis Mittelsachsen aufging. Am 1. April 1974 wurde der Nachbarort Sohra eingemeindet.
Am 1. März 1994 schlossen sich die Gemeinden Oberbobritzsch mit Sohra, Niederbobritzsch und Naundorf zur Gemeinde Bobritzsch zusammen. Zum 1. Januar 2012 schlossen sich wiederum die Gemeinden Bobritzsch und Hilbersdorf zur Gemeinde Bobritzsch-Hilbersdorf zusammen, wodurch Oberbobritzsch ein Ortsteil dieser neuen Gemeinde wurde.

### Kirche Oberbobritzsch

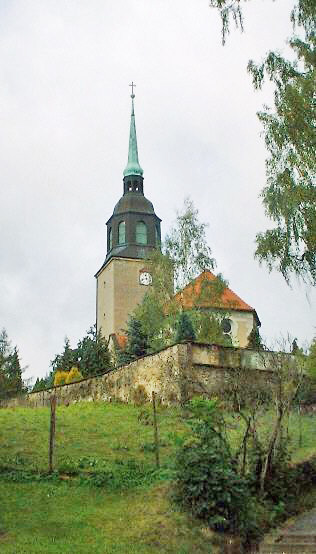
St. Nicolai-Kirche Oberbobritzsch

Die im unteren Teil des Ortes gelegene Dorfkirche St. Nicolai wurde 1361 erstmals erwähnt. Trotz des Umbaus von 1903 enthält die Kirche noch Bausubstanz aus dem Mittelalter. Im Jahr 1667 wurde die Doppelempore eingebaut und umfasste einst den Gesamtraum des nach dem Umbau dreiseitig geschlossenen Saales. Die Kanzel in der Nordempore stammt von 1658. Die 1716 von dem sächsischen Orgelbaumeister Gottfried Silbermann geschaffene Orgel hatte bis zum Umbau 1915 eine barocke Gestalt. Sie wurde im Jahr 2001 einer Generalreparatur unterzogen. Zur hervorragenden Ausstattung der Kirche gehört der 1521 bezeichnete sechsflügelige Schnitzaltar eines unbekannten Freiberger Künstlers. Hinsichtlich der Entstehungszeit ist die moderne Renaissanceornamentik des Schnitzwerkes beachtlich. Von 1988 bis 1994 erfolgte die Sanierung des Kirchturmes und 1998 wurde die Kirchendecke restauriert.

### Entwicklung der Einwohnerzahl
1546: 96 besessene Mann und Häusler, 175 Inwohner
1764: 71 besessene Mann, 45 Gärtner, 16 Häusler, 88 Hufen je 24 Scheffel.
Stand jeweils 31. Dezember:
| 1834 bis 1925 - 1834: 1323 - 1871: 1884 - 1890: 1977 - 1910: 1970 - 1925: 1941 | 1939 bis 1990 - 1939: 1855 - 1946: 2246 - 1950: 2211 - 1964: 1858 - 1990: 1638 |

1974 wurde Sohra nach Oberbobritzsch eingemeindet. Der Zusammenschluss als Landgemeinde Bobritzsch erfolgte 1994 mit Naundorf und Niederbobritzsch.

## Persönlichkeiten
- Christian Wilhelm Fischer (1787–1859), Schauspieler, Sänger (Bassbuffo) und Opernregisseur, wuchs 1794–1810 in Oberbobritzsch auf.